# إرنست مانغنال
جايمس إرنست مانغنال (بالإنجليزية: Ernest Mangnall)‏، من مواليد 1866 في بولتون في إنجلترا وتوفي في 13 يناير 1932، مدرب كرة قدم إنجليزي سابق.
بدأ مسيرته التدريبية مع نادي بيرنلي في عام 1899، ودربهم حتى عام 1903، وفي عام 1903 انتقل إلى تدريب نادي مانشستر يونايتد، ودربهم حتى عام 1912، وفي عام 1912 انتقل إلى تدريب نادي مانشستر سيتي، ودربهم حتى عام 1924، وهو المدرب الوحيد الذي درب نادي مانشستر يونايتد ومانشستر سيتي.

## روابط خارجية
- إرنست مانغنال على موقع Soccerbase.com (مدرب) (الإنجليزية)